# Pedro José García del Valle
Pedro José García del Valle (San Felipe de Linares, Nuevo Reino de León, 1798 - ibídem, 15 de febrero de 1874) fue un político mexicano que ocupó la gubernatura interina del estado de Nuevo León tras la renuncia de José María Parás, convirtiéndose después en gobernador constitucional tras la muerte de Parás.

## Biografía
Nació en San Felipe de Linares, Nuevo Reino de León, en 1798, siendo hijo de Juan Evangelista García Dávila y de María Jacinta del Valle; estudió en el Seminario de Monterrey. 
Era vicegobernador del Estado cuando, el 14 de enero de 1850, fue nombrado gobernador interino en sustitución de José María Parás, quien había solicitado una licencia de seis meses por motivos de salud. Al mes siguiente, el 18 de febrero, se le otorgó el nombramiento definitivo como gobernador constitucional de Nuevo León a raíz de la muerte de Parás.
Durante el gobierno de García se concedió el título de Villa de Allende al rancho llamado El Reparo, en memoria del insurgente sacrificado en Chihuahua. También se decretó que la Hacienda de San Pedro llevara el nombre de Iturbide.
Por decreto expedido el 19 de octubre de 1850, se fundó al norte de Lampazos la villa de Mier y Terán, en honor a Don Gregorio Mier y Terán, español avecindado en la capital de la República. No obstante, la población que se asentó en este lugar enfrentó muchas dificultades y la villa desapareció años más tarde.
Por esa época el Congreso Local dispuso que se formara otro municipio, mismo que habría de comprender las haciendas de San Antonio, San Roque, Santa Anna, San José y otras al norte del cerro de la Silla; sin embargo, éste no llegó a establecerse sino hasta 1868 y con el nombre de Juárez. 
El 17 de febrero de 1851 Pedro José García dejó el gobierno en manos de Agapito García Dávila, quien había sido designado gobernador constitucional dos semanas antes. Pedro José García falleció en Linares, Nuevo León, el 15 de febrero de 1874.
Pedro José García contrajo matrimonio con María Juana López Piñeyro; a la muerte de ésta, contrajo matrimonio el 15 de julio de 1826 con María Bárbara Chavarri Valdés, con quien tuvo 6 hijos, entre ellos don Ramón García Chavárri, quien fue secretario general de gobierno durante todo el período de gobierno del general Bernardo Reyes.